# Luisa Regimenti
Luisa Regimenti (Roma, 5 giugno 1958) è un medico e politica italiana.

## Biografia

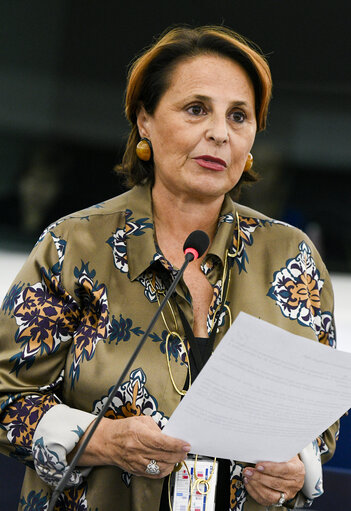
Luisa Regimenti al Parlamento europeo

Laureata in medicina, è specializzata in medicina legale. Svolge la professione di medico. È presidente nazionale dell’Associazione Nazionale Medici Legali –Medicina Contemporanea.

### Attività politica
È stata responsabile sanità e terzo settore della Lega del Lazio.
Il 24 maggio 2019 viene eletta eurodeputata con la Lega. Il 21 giugno 2021 lascia la Lega auspicando un grande partito di centrodestra unito e aderisce a Forza Italia.
Il 12 marzo 2023 viene nominata assessore della regione Lazio con deleghe a personale, sicurezza ed enti locali nella giunta del neo presidente Francesco Rocca.

## Vita privata
Sposata con l’avvocato Ignazio Filì, ha due figlie: Lidia, già avvocato, è un’attrice e Costanza che lavora in Confindustria. 
Il padre, Andrea Regimenti, veniva da Fano Adriano, un piccolo borgo sito ai piedi del versante teramano del Gran Sasso d'Italia, al quale Luisa Regimenti è molto legata.